# 온라인 경매
온라인 경매(영어: online auction)의 비즈니스 모델은 인터넷을 통해 제품과 서비스의 가격을 매기는 것을 말한다. 경매 형식의 매매 기능은 다양한 처리를 관리하는 옥션 소프트웨어를 통해 가능하다.
세계에서 가장 큰 온라인 경매 사이트 이베이가 좋은 예이다. 대부분의 경매 회사들과 같이, 이베이는 자사가 실제로 물건을 파는 것이 아니다. 물건을 나열하고 보여주는 역할이라든지, 물건에 가격을 붙인다든지 지불하는 것을 조장하지 않는다. 사이트를 사용하는 개인과 사업자들이 상품과 서비스의 경매를 이용할 수 있도록 제공하는 시장 역할을 한다. 대한민국에서는 옥션이 주도적으로 서비스를 제공하고 있고 개인의 소장품, 중고품 뿐만 아니라 신제품이나 재고상품들도 활발하게 거래되고 있다.
2002년에 온라인 경매는 전체 온라인 전자 상업 가운데 30%를 차지하는 것으로 알려졌는데 이는 전자 상업 형태의 인기가 급격하게 늘었기 때문이다.

## 모델을 사용하는 회사
- 아마존 닷컴
- 이베이
- QXL
- 트레이드미
- 야후
- G마켓
- 옥션

## 같이 보기
- 마케팅
- 옥션 소프트웨어
- 온라인 경매 도구